# Frères Ripoulain
 (juin 2021).
Les Frères Ripoulain (David Renault et Mathieu Tremblin) sont un duo d'artistes contemporains français. Ils ne doivent pas être confondus avec le collectif des Frères Ripoulin, actif dans les années 1980.